# Phymatoceros bulbiculosus
Phymatoceros bulbiculosus är en bladmossart som först beskrevs av Felix de Silva Avellar Brotero, och fick sitt nu gällande namn av Stotler, W.T.Doyle et Crand.-stotl.. Phymatoceros bulbiculosus ingår i släktet Phymatoceros och familjen Phymatocerotaceae. Inga underarter finns listade i Catalogue of Life.